# L'Apocalypse d'Halloween
L'Apocalypse d'Halloween (The Halloween Apocalypse) est le premier chapitre de la treizième saison de la seconde série télévisée britannique Doctor Who, intitulée Doctor Who : Flux. Il a été diffusé le 31 octobre 2021 sur BBC One. Il marque l'arrivée d'un nouveau compagnon, Dan Lewis, interprété par John Bishop et lance l'intrigue de la saison qui n'est qu'un seul et unique arc narratif se déclinant en six « chapitres ».

## Distribution
- Jodie Whittaker : Treizième Docteur
- Mandip Gill : Yasmin Khan
- John Bishop : Dan Lewis
- Craige Els : Karvanista
- Steve Oram : Joseph Williamson
- Nadia Albina : Diane
- Sam Spruell : Maelström (Swarm en VO)
- Rochenda Sandall : Azur (Azure en VO) / Anna
- Jacob Anderson : Vinder
- Annabel Scholey : Claire
- Jonathan Watson : Ritskaw
- Dan Starkey : Kragar
- Matthew Needham : Maelström âgé
- Sarah Amankwah : En Sentac
- Charlie Oscar : K-Toscs
- Richard Tate : Wilder
- Paul Leonard : James Stonehouse
- Heather Bleasdale : Wilma
- John May : Kev
- Gunnar Cauthery : Jón
- Barbara Fadden : Ange Pleureur

## Résumé
Le Docteur et Yaz sont à la poursuite de Karvanista, originaire de la planète Lupari et ressemblant à un chien, pour des raisons peu claires pour Yaz. Capturées par leur cible, elles parviennent à s'échapper et le suivent sur Terre dans le TARDIS. En route, le Docteur fait l'expérience d'une vision psychique de Maelström, un être mystérieux, s'échappant de son emprisonnement millénaire par la Division des Seigneurs du Temps.
Dans le Liverpool contemporain, Dan Lewis organise un rendez-vous avec Diane, employée du musée de la ville, avant d'aller travailler dans une banque alimentaire et rentrer chez lui. Karvanista fait irruption dans sa maison et le transporte sur son vaisseau Lupari. Le Docteur et Yaz arrivent après l'enlèvement de Dan, enquêtant sur sa maison et découvrant ce qui semble être une flotte d'invasion Lupari s'approchant de la Terre. Elles s'échappent juste avant que la maison de Dan soit rétrécie par un piège de Karvanista. Elles rencontrent ensuite brièvement Claire, une femme qui prétend avoir rencontré le Docteur dans le futur de ce dernier. En partant, le Docteur et Yaz entrent dans le TARDIS par une deuxième porte apparue dans la salle de la console. Claire est ensuite capturée par un Ange Pleureur.
Sur le vaisseau de Karvanista, Yaz sauve Dan tandis que le Docteur confronte Karvanista à propos de son lien avec la Division. Karvanista révèle que les Lupari sauvent en fait l'humanité de la destruction imminente de la Terre par le Flux, une entité inconnue qui défie toutes les lois de l'espace et du temps et consume tout sur son passage. Le Docteur, Yaz et Dan s'échappent du vaisseau et retournent au TARDIS (où une autre porte est apparue) pour enquêter sur le Flux.
Pendant ce temps, le Flux oblige Vinder, le seul membre d'équipage d'un avant-poste éloigné dans l'espace lointain, à évacuer sa position. Il attire également l'attention des Sontariens, qui savourent la perspective de destruction apportée par le Flux. Maelström attaque une base dans le cercle polaire arctique, tuant l'une des deux personnes présentes et faisant revivre sa "sœur" Azur grâce à l'autre, qui lui servait de prison vivante. Azur attire plus tard Diane dans une maison abandonnée.
Le TARDIS emmène le groupe dans une zone de l'espace où ils observent le Flux à distance. Le Docteur expérimente une autre vision de Maelström, qui prétend la connaître. Le Flux accélère alors son attaque vers la Terre, avant que la flotte Lupari ne puisse sauver sa population. Le Docteur demande à Karvanista de former un bouclier défensif avec les autres vaisseaux Lupari, protégeant la Terre du Flux. Cependant, le TARDIS est incapable de se déplacer derrière le bouclier. Les trois portes du TARDIS s'ouvrent à l'approche du Flux.

### Continuité
- Le Treizième Docteur mentionne avoir été écossais, ce qui fait écho au Septième Docteur et Douzième Docteur.
- Le Treizième Docteur utilise du Nitro-9, un explosif utilisé pour la première fois par Ace dans le quatrième épisode de la 24e saison de la première série, Dragonfire[1].
- Le vaisseau de Vinder s'appelle Rose, nom qui peut faire référence à Rose Tyler, compagne des Neuvième et Dixième Docteurs.
- Le Docteur enquête sur la Division déjà mentionné dans Les Enfants intemporels.

## Réception critique
Martin Belam, journaliste pour The Guardian, commente que L'Apocalypse d'Halloween a introduit un grand nombre de nouveaux personnages mais « n'avait pas vraiment d'histoire à raconter » et se montre déçu du fait que l'épisode, en dépit de son titre, ne prenne pas davantage appui sur la fête d'Halloween. 